# سالفادور كاباناس
سالفادور كاباناس أورتيغا (بالإسبانية: Salvador Cabañas)، من مواليد 5 أغسطس 1980 في أوسونسيون في باراغواي، لاعب كرة قدم باراغوياني.
بدأ مسيرته الكروية مع نادي 12 أكتوبر في موسم 1998/1999، وفي عام 1999 انتقل إلى نادي غواراني، وفي عام 2000 عاد إلى نادي 12 أكتوبر، وفي عام 2001 انتقل إلى نادي أوداكس إيتاليانو، ولعب معهم حتى عام 2003، وشارك معهم في 53 مباراة وسجل 29 هدف، وفي عام 2003 انتقل إلى نادي خواغراريس تشياباس، ولعب معهم حتى عام 2006، وشارك معهم في 103 مباراة وسجل 59 هدف، ومنذ عام 2006 وهو يلعب مع نادي أميركا.
بدأ باللعب مع منتخب باراغواي لكرة القدم في عام 2004.
أصيب بطلق ناري على مستوى الرأس سنة 2010 عندما كان في إحدى الحانات ولكنه نجا بأعجوبة غير أن رجوعه إلى لعب كرة القدم يبقى أمراً صعباً جداً .

## روابط خارجية
- سالفادور كاباناس على موقع الاتحاد الدولي (مؤرشف)  (الإنجليزية)
- سالفادور كاباناس على موقع قاعدة بيانات كرة القدم.إي يو (الإنجليزية)
- سالفادور كاباناس على موقع ناشيونال فوتبول تيمز (الإنجليزية)
- سالفادور كاباناس على موقع Soccerway.com (الإنجليزية)